# Стена (фильм, 1975)
«Стена» (хинди दीवार, Deewaar) — индийский фильм-драма режиссёра Яша Чопра, выпущенный в 1975 году в оригинале на языке хинди. По результатам проката фильм получил статус «суперхит».
Фильм основан на реальных событиях из жизни контрабандиста Хаджи Мастана.

## Сюжет
Фильм начинается с изображения сильного руководства профсоюзного деятеля Ананда Вермы, который усердно работает, чтобы улучшить жизнь рабочих. Он живёт в скромном доме со своей женой Сумитрой Деви и их двумя маленькими сыновьями Виджаем и Рави. Однако его шантажирует коррумпированный бизнесмен, который угрожает убить свою семью, если он не прекратит свою протестную деятельность. После этого на Ананда нападают его же рабочие, которые насмехаются над ним за его предательство, не зная, что его шантажировали. Его семья также преследуется разгневанными работниками. Из-за позора Ананд покидает город, оставляя Сумитру заботиться о сыновьях в одиночестве и нищете. Несколько разгневанных рабочих похищают Виджая и татуируют на его руке надпись хинди मेरा बाप चोर है (merā bāp chor hai, что означает «мой отец вор»). Не зная, что ещё делать, Сумитра привозит своих детей в Бомбей.
Виджай, старший брат, растёт с острым осознанием неудачи своего отца и становится жертвой его предполагаемых проступков. В процессе борьбы за свои права он, начав как сапожник, а в юности будучи работником верфи, становится контрабандистом. Виджай избивает нескольких бандитов, работающих на безжалостного Саманта, что заставляет одного из его соперников ввести Виджая в их внутренний круг, позволяя ему стать новой ведущей фигурой преступного мира. Виджай также жертвует своим образованием, чтобы его брат Рави мог учиться.
Рави упорно учится и встречается с Вирой, дочерью старшего офицера полиции. По предложению комиссара он подаёт заявление на работу в полицию и отправляется на обучение. Через несколько месяцев он берут в полицию на должность субинспектора. Вернувшись домой, он обнаруживает, что Виджай стал бизнесменом за одну ночь, накопил богатство и купил роскошный дом. Одно из его первых заданий — задержать и арестовать нескольких преступников и контрабандистов Бомбея, в том числе его брата Виджая — к его шоку, поскольку он никогда не связывал своего брата с преступной деятельностью. Теперь Рави должен выбрать между задержанием Виджая и уходом из полиции. Когда Рави узнаёт, что брат приобрёл богатство при помощи преступлений, он решает переехать вместе со своей матерью. Пройдя мимо потери своей матери и родного брата, Виджай вступает в сексуальные отношения с Анитой, которую он встречает в баре. Когда Анита забеременела, Виджай решает отказаться от своей жизни в преступном мире и жениться на ней, признав свои грехи. Он также надеется попросить прощения у своей матери и брата. Тем не менее, когда Саманта жестоко убивает Аниту, Виджай теряет всякий смысл и жестоко убивает Саманта, чтобы отомстить за её смерть, в результате чего его навсегда клеймят преступником. Их мать, которая встала на сторону Рави, несмотря на то, что Виджай был её любимцем, мучается из-за его решений и отвергает его. Когда два брата встречаются для окончательного столкновения, Рави, умоляя его прекратить, стреляет Виджаю в руку, и тот умирает в храме на руках его матери в поисках прощения.

## В ролях
| Актёр           | Роль                            |
| --------------- | ------------------------------- |
| Шаши Капур      | Рави Верма                      |
| Амитабх Баччан  | Виджай Верма                    |
| Ниту Сингх      | Вира Наранг                     |
| Нирупа Рой      | Сумитра Деви                    |
| Парвин Баби     | Анита                           |
| Манмохан Кришна | замкомиссара Наранг             |
| Мадан Пури      | Самант                          |
| Ифтекхар        | Мулк Радж Дхабария              |
| Сатиендра Капур | Ананд Верма, отец Виджая и Рави |
| Судхир          |                                 |

## Производство
Главным источником вдохновения был сюжет фильма 1961 года «Ганга Джамна», который имел похожий сюжет, когда два брата оказывались по разные стороны закона.
Персонаж Виджай был основан на реальном преступнике Хаджи Мастане. История жизни Виджая проводит параллели с жизнью Мастана, также прошедшего путь от обычного носильщика до уголовника. Прообразом «сердитого молодого человека» Баччана стало исполнение роли того же Дилипа Кумара из «Ганга Джамна», которое Баччан переделал в современном городском контексте, отражающем изменяющийся социально-политическую обстановку Индии 1970-х годов
Сценаристы Салим-Джавед показали сценарий Баччану, которого они представляли в роли Виджая, после того как поработали с ним в «Затянувшейся расплате». На тот момент он снимался в другом фильме Яша Чопры и рассказал тому о сценарии. Чопра, сначала отнёсшийся к этому со скепсисом, согласился занять режиссёрское кресло, узнав сюжет.
Первоначально она роль Виджая также претендовал Раджеш Кханна, но сценаристы чувствовали, что «только Баччан может оценить по достоинству роль Виджая». На роль Рави претендовал Навин Нисчол, а также и Шатругхан Синха, в расчёте которого был написан сценарий. Однако Синха покинул проект, услышав что вторую роль собираются отдать Раджешу Кханне. Вместо него к фильм присоединился Шаши Капур. Роль Сумитры Деви, матери двух братьев, должна была сыграть бывшая актриса и танцовщица Виджаянтимала, но она также отказалась от съёмок, и вместо неё выбрали Нирупу Рой.

## Саундтрек
Песня «Kendoon Tumhe» была перепета в фильме Baadshaho 2017 года под названием «Socha Hai», часть оригинала можно услышать в первом куплете (часть Аши Бхосле), после второго куплета (часть Кишора Кумара).
Все тексты написаны Сахиром Лудхианви, вся музыка написана Рахулом Дев Бурманом.
| №  | Название                               | Исполнители               | Длительность |
| -- | -------------------------------------- | ------------------------- | ------------ |
| 1. | «Kehdoon Tumhe»                        | Кишор Кумар, Аша Бхосле   |              |
| 2. | «Maine tujhe manga»                    | Кишор Кумар, Аша Бхосле   |              |
| 3. | «Koi mar jaye»                         | Аша Бхосле, Уша Мангешкар |              |
| 4. | «Deewarun ka jungle»                   | Манна Дей                 |              |
| 5. | «Idhar ka mal udhar»                   | Бхупиндер Сингх           |              |
| 6. | «I am falling in love with a stranger» | Урсула Ваз                |              |

## Награды и номинации
Filmfare Awards
- награда в категории «Лучший фильм»
- награда в категории «Лучший режиссёр» — Яш Чопра
- награда в категории «Лучший актёр второго плана» — Шаши Капур
- награда в категории «Лучший сюжет» — Салим Хан
- награда в категории «Лучший сценарий» — Салим Хан
- награда в категории «Лучший автор диалогов» — Салим Хан
- награда в категории «Лучший звукорежиссёр» — М. А. Шейх
- номинация в категории «Лучший актёр» — Амитабх Баччан
- номинация в категории «Лучшая актриса второго плана» — Нирупа Рой

## Ремейки
Благодаря успеху, фильм был переснят в Индии на трёх языках: в 1976 году на телугу как Magaadu с НТР, в 1981 году на тамильском как Thee с Раджникантом и в 1983 году на малаялам Nathi Muthal Nathi Vare с Маммутти. «Стена» является одним из немногих фильмов, переснятых также за пределами Южной Азии, а именно в 1979 году в Гонконге был выпущен «Братья», ставший источником вдохновения для режиссёра Джона Ву, который снял фильм «Светлое будущее». Другими иностранными ремейком стали, в Иране Koose-ye Jonoob 1978 года и снятый с существенными изменениями в сюжете в Турции, Acıların Çocuğu 1985 года.
Также основная идея была частично использована в фильме «Миллионер из трущоб» Дэнни Бойла, наряду с «Ом» 1995 года, «Предательство» 1998 года и «Расплата за всё» 2002 года.